# Центральный (стадион, Алма-Ата)
Центральный стадион (каз. Орталық стадион) — алматинский стадион и один из крупнейших спортивных комплексов Казахстана. Домашний стадион клуба «Кайрат» и сборной Казахстана.

## История
Спортивный комплекс, состоящий из нескольких спортивных объектов был сооружен в 1955—1975 годы. На территории в 22 га были построены большая спортивная арена (стадион), малая спортивная арена (стадион), и крытый атлетический манеж (зал борьбы, универсальный спортивный зал), запасное футбольное поле с легкоатлетическими дорожками. Большая спортивная арена была построена в 1955—1958 годы по проекту архитекторов Адамбека Капанова (главный архитектор проекта) и А. Я. Коссова, состоящее из футбольного поля размером 104х69 метров, 8 беговых дорожек на 100 и 400 метров, легкоатлетических секторов для прыжков и метания снарядов. Трибуны большой спортивной арены были рассчитаны на 30 тысяч мест, под которыми размещены залы для спортивных игр, борьбы, бокса, комнаты тренеров, судей и врачей, гостиница на 200 мест. В малую арену входил стадион на 5 тысяч мест, поле для стрельбы из лука (лукодром), теннисные корты и площадки для ручного мяча. В 1975 году дополнительно построено крытое спортивное сооружение — атлетический манеж.

### Реконструкция
В 1997 году, в рамках подготовки ко II-м Центральноазиатским играм, была проведена реконструкция центрального стадиона. В процессе реконструкции было уложено новейшее покрытие легкоатлетических беговых дорожек итальянской компании Mondo, аналогичное уложенному при проведении Олимпийских игр 1996 года в США. Прежние деревянные лавочки, установленные на трибунах, заменили на пластиковые сидения, установлено новое электронное табло.
В 2002 году Казахстан был принят в члены УЕФА. Для приведения стадиона к стандартам УЕФА, из городского бюджета были выделены финансовые средства на проведение ремонтно-строительных работ. Были проведены ремонтно-строительные работы по возведению металлического навеса над западной трибуной, конструкция которого весит более трехсот пятидесяти тонн, замене пластиковых сидений, приведению всей инфраструктуры стадиона к минимальным нормам УЕФА. В результате выполненных мероприятий стадион получил лицензию на право проведения международных игр.
В 2009—2010 годы в связи с новыми требованиями УЕФА и планируемым зимним Азиатским играм 2011 была проведена капитальная реконструкция Центрального стадиона стоимостью 3 миллиарда тенге, которая была профинансирована за счет бюджета города. 18 сентября 2010 года стадион был открыт после капитальной реконструкции. В ходе капитальной реконструкции стадиона была произведена замена газона его футбольного поля на новый современный газон, состоящий из естественной травы, с имплантацией синтетических волокон. Для его эксплуатации внедрено программное управление, подогрев поля и полив газона осуществляются в автоматическом режиме. Размер самого поля был откорректирован согласно требованиям УЕФА с имеющихся 104х69 метров до 105х68 метров. Также были установлены новые современные беговые дорожки, которые выполнены из высококачественного материала «Канипур-М» новейшего швейцарского покрытия Konica. Впервые такие беговые дорожки постелили на стадионе в Берлине к чемпионату мира по легкой атлетике в 2008 году, в 2009 году ими обновили стадион в Барселоне. Помимо этого, на Центральном стадионе было обновлено спортивное оборудование, инвентарь и прожекторные осветительные установки. Установлена система фотофиниша и хронометража. Все внутренние расположенные под трибунами помещения стадиона и коммуникации прошли капитальную реконструкцию.
В сентябре 2011 г. покрытие беговых дорожек Центрального стадиона получило Специальный Сертификат от Международной Ассоциации легкой атлетики (ИААФ) 2-й категорий, дающее право проводить соревнования по легкой атлетике международного уровня.

## Общие сведения
Центральный стадион г. Алма-Аты построен в 1958 году. Представляет собой сооружение, овальное в плане, разделенное вставками 6 проходами на 4 трибуны: северную, западную, южную и восточную. Общая вместимость трибун составляет 23 804 мест. Все места индивидуальные, пластиковые сиденья закреплены на металлических уголках, обеспечивают удобство зрителю. Минимальная высота спинки — 38 см.
Центральный стадион оборудован осветительными установками (комплексами прожекторов на вышках), позволяющими проведение мероприятий в вечернее время. Уровень освещенности составляет 1400 люкс.
Поверхность игрового футбольного поля: естественное травяное покрытие, ровное и гладкое, в хорошем состоянии. Игры на поле можно проводить в течение всего сезона. Размеры поля — 105 м х 68 м.
Для проезда автотранспорта на территорию стадиона существует два въезда: главный — со стороны пр. Абая и ещё один — с ул. Сатпаева (у манежа). Для прохода зрителей и занимающихся спортом — 6 входов: с пр. Абая и улицы Сатпаева (широкие ворота) и по два прохода — с улицы Байтурсынова и со стороны тренировочного поля.

## Здание стадиона
На восточной стене стадиона установлена памятная доска альпинисту-высотнику А. Н. Букрееву (1958—1997), погибшему при штурме 12-го восьмитысячника Анапурны.
В первые годы его существования здесь заливался лёд и проводились конькобежные соревнования. В 1964 года были поставлены семь всесоюзных и два мировых рекорда.

### Архитектура
Эллипсовидный в плане симметричный трёхэтажный объём стадиона расположен со значительным отступом от красной линии застройки, в глубине квартала. Центральная ось сооружения акцентирована главным входом, ориентированным на север. Боковые входы организованы по продольной и поперечной осям комплекса. Слегка заглубленный монументальный портик, фланкированный массивными пилонами, поддерживается четырьмя парами квадратных в сечении столбов. По осям пилонов на облицованных гранитными плитами постаментах установлены скульптурные композиции на спортивную тему.

### Статус памятника
19 февраля 1987 года было принято Решение исполнительного комитета Алма-Атинского городского Совета народных депутатов стадион был включён в список памятников архитектуры и градостроительства местного значения Алма-Аты. Решением предусматривалось оформить охранное обязательство и разработать проекты реставрации памятников.
10 ноября 2010 года был утверждён новый Государственный список памятников истории и культуры местного значения города Алма-Аты, одновременно с которым все предыдущие решения по этому поводу были признаны утратившими силу. В этом Постановлении был сохранён статус памятника местного значения Центрального стадиона. Границы охранных зон были утверждены в 2014 году.

## Собственность
Во времена СССР находился в государственной собственности. С распадом СССР передан в коммунальное государственное управление Акимата города Алма-Ата (КГП Центральный стадион). В мае 2014 года стало известно, что Об утверждении Комплексного плана приватизации на 2014—2016 годы, по которому «Государственное коммунальное предприятие» «Центральный стадион» будет продано в частную собственность.

## Чемпионаты
- Чемпионат СССР по футболу (1960—1990)
- Чемпионат СССР по лёгкой атлетике 1965 года
- Чемпионат Казахстана по футболу (1991 — н.в.)
- Традиционный ежегодный международный турнир по легкой атлетике «Мемориал Гусмана Косанова» (1991 — н.в.)[10]
- Чемпионат мира по хоккею с мячом 2012, группа В и С; ряд матчей был проведён на запасном поле стадиона[11].

## Прилегающие сооружения
Рядом со стадионом находятся комплекс минифутбольных полей, малая арена и манеж.

## Секции и организации в стадионе
Стадион опоясан кольцом, внутри которого находятся гостиница, а также:
- Федерация спортивного ориентирования Республики Казахстан;
- Алма-Атинский клуб марафонцев;
- Секция бокса.
- Секция борьбы
- Мини-поле

## Социальная политика
Центральный стадион уделяет много времени и внимание людям пожилого возраста, работает группа здоровья для пожилых людей.
Многие пенсионеры города имеют возможность совершенно бесплатно посещать эту физкультурно-оздоровительную секцию.
Занятия проходят в универсальном спортивном зале, оборудованном шведской стенкой и гимнастическими матами.
В манеже предоставляется время для глухих и слабослышащих спортсменов, а также для детей с ограниченными возможностями организации «Спешиал Олимпикс». У спортсменов есть возможность заниматься футболом, волейболом, баскетболом и легкой атлетикой.